# Eureka Stockade
Eureka Stockade je australský němý film z roku 1907. Režiséry jsou bratři George Cornwell a Arthur Cornwell. Film se nedochoval celý.
Film byl považován za druhý nejdelší celovečerní film natočený v Austrálii po snímku The Story of the Kelly Gang.

## Děj
Děj líčí vzpouru australských zlatokopů proti britské nadvládě v roce 1854.